# 宮崎市立大宮中学校
宮崎市立大宮中学校（みやざきしりつ おおみやちゅうがっこう）は、宮崎県宮崎市下北方町にある公立中学校。

## 沿革
- 1947年5月 - 大宮小学校の一部を借りて開校。
- 1949年3月 - 現在の場所に校舎竣工。
- 1950年10月20日 - 校舎竣工1周年記念式典挙行、この日を創立記念日と定める。
- 1982年4月 - 宮崎市立東大宮中学校新設開校。東大宮小学校区生徒が移籍。

## 学区
大宮中学校の学区については次のとおり。
- 宮崎市立大宮小学校通学区域
- 宮崎市立池内小学校通学区域

## 部活
- 合唱部
  - 2003年（平成15年）第58回九州合唱コンクール銀賞
  - 2004年（平成16年）第59回九州合唱コンクール金賞
  - 2005年（平成17年）第60回九州合唱コンクール銅賞
  - 2006年（平成18年）第61回九州合唱コンクール銅賞
  - 2009年（平成21年）第64回九州合唱コンクール銅賞
  - 2010年（平成22年）第65回九州合唱コンクール銀賞

## 主な卒業生
- 井上康生（柔道家）
- 井上智和（柔道家）
- 竹平晃子（テレビ西日本リポーター)
- 浜崎勇矢（Vプレミアリーグ選手、大分三好ヴァイセアドラー）
- 宮崎宣子（フリーアナウンサー）